# Hypertension artérielle
Pour les articles homonymes, voir HTA.
 Mise en garde médicale
L’hypertension artérielle (HTA) persistante est une pathologie cardiovasculaire définie par une pression artérielle trop élevée. Souvent multifactorielle, l'HTA peut être aiguë ou chronique, avec ou sans signes de gravité. On parle communément d'hypertension artérielle pour une pression artérielle systolique supérieure à 140 mmHg et une pression artérielle diastolique supérieure à 90 mmHg.

## Définition
La pression artérielle doit être mesurée plus d'une fois, en position assise ou allongée, après 5 à 10 minutes de repos. Le médecin mesure deux pressions :
- la pression artérielle systolique ou PAS qui reflète la pression lors de la contraction du ventricule gauche (systole), ainsi que les résistances vasculaires périphériques ;
- la pression artérielle diastolique ou PAD.

Une pression artérielle moyenne se calcule à partir des deux premiers.
Pour parler d'hypertension artérielle (HTA), la mesure doit être confirmée lors de trois consultations médicales sur une période de 3 à 6 mois, sauf en cas d'HTA sévère, où l'on considère en France que deux consultations sur une période de quelques jours suffisent.
Les mesures s'expriment en centimètres ou en millimètres de mercure (Hg).
La tension artérielle est considérée comme précédant une hypertension artérielle pour des valeurs de la pression artérielle systolique comprises entre 120 et 139 mmHg et/ou de la pression artérielle diastolique comprises entre 80 et 89 mmHg.
La notion d'hypertension artérielle limite n'existe plus.
- Si des valeurs augmentées ne sont retrouvées qu'occasionnellement, on parle alors d'HTA labile qui ne nécessite alors qu'une simple surveillance, éventuellement accompagnée de mesures hygiéno-diététiques.
- On parle d'effet « blouse blanche » si la tension est élevée au cabinet du médecin et normale dans la vie de tous les jours. Cette augmentation de la pression est secondaire au stress de la consultation et n'est pas anormale. Cet effet concernerait près d'un quart des patients diagnostiqués comme hypertendus[2].
- Au contraire, on parle d'HTA masquée lorsque les chiffres tensionnels sont normaux au cabinet du médecin et qu'ils sont élevés autrement.

Cette définition de l'hypertension artérielle repose en fait sur le rapport bénéfice/risque d'un traitement et ne reflète pas la normalité d'une valeur au point de vue statistique. Elle a varié dans le temps, les chiffres à atteindre tendant à diminuer. Par exemple, les recommandations américaines de 2017 définissent l'HTA par une valeur supérieure à 130/80 mmHg.
L'hypertension artérielle n'est donc pas une maladie mais représente un facteur de risque qui, s'il est traité, permet d'éviter, dans une certaine mesure, des complications.
Le risque augmente avec l'élévation de la tension artérielle et il est souhaitable d'avoir des chiffres tensionnels le plus bas possible. Cependant, l'Organisation mondiale de la santé (OMS) a fixé des seuils, en tenant compte à la fois des risques tensionnels et des inconvénients liés aux traitements. La dernière révision définissant les seuils ci-dessous a été effectuée en 1999 par un groupe de travail réuni sous l'égide de l'OMS et de l’International Society of Hypertension (WHO-ISH) : ces conclusions ont été critiquées en raison de conflits d'intérêts avec des firmes commercialisant des antihypertenseurs.

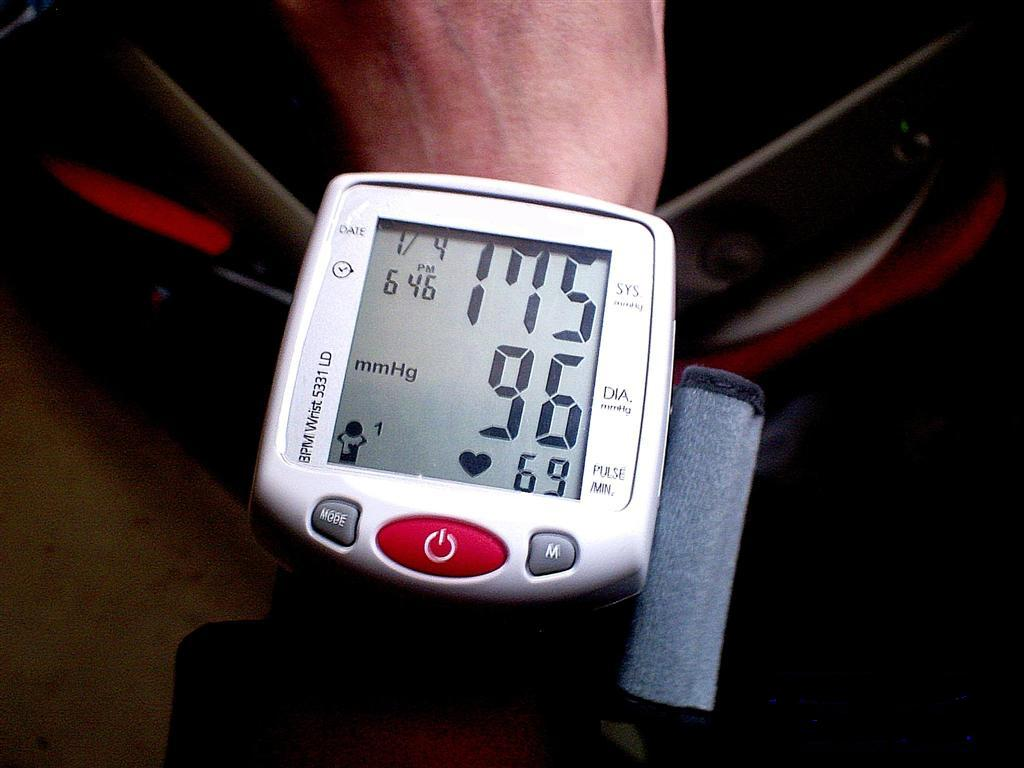
HTA stade 2.

Une tension est donc considérée comme normale :
- si la pression artérielle systolique est inférieure à 140 millimètres de mercure (Hg) (130 mmHg d'après les recommandations américaines) ;
- et si la pression artérielle diastolique est inférieure à 90 millimètres de Hg (80 mmHg d'après les recommandations américaines).

|             | Pression systolique | Pression diastolique |
| HTA sévère  | > 180 mmHg          | > 110 mmHg           |
| HTA stade 2 | > 160 mmHg          | > 100 mmHg           |
| HTA stade 1 | > 140 et ≤ 159 mmHg | > 90 et ≤ 99 mmHg    |
| pré HTA     | > 120 et ≤ 139 mmHg | > 80 et ≤ 89 mmHg    |

Des niveaux de tension plus bas pourraient être théoriquement visés afin de diminuer encore plus le risque de complication. L'intérêt n'est pour l'instant pas démontré :
- chez les personnes âgées : une revue systématique Cochrane sur trois études (8 221 participants, moyenne d'âge 74,8 ans) n'a pour l'instant pas montré de bénéfices en matière de mortalité, d'accident vasculaire cérébral (AVC), et d'évènements cardiovasculaires indésirables graves, de viser une pression artérielle cible de moins de 140/90 mmHg par rapport à une cible de moins de 160-150/105-95 mmHg[5] ;
- chez les personnes avec une hypertension et des antécédents cardiovasculaires : une revue Cochrane portant sur 6 études (9484 participants, suivi moyen de 3.7 ans) n'a pas montré de différence en matière de mortalité, d'évènements indésirables graves et d'évènements cardio-vasculaires de viser une pression artérielle inférieure à 135/85 mmHg par rapport à une cible de 140-160/90-100 mmHg[6].

Il faut distinguer les critères statistiques purement descriptifs des seuils utiles d'intervention, seuils à partir desquels il y a un intérêt pour les patients d'instaurer un traitement. Ainsi en se fondant sur les résultats d'essais cliniques de bonne qualité méthodologique, il y a indication de traiter l'hypertension artérielle pour des valeurs supérieures à 160⁄95 mmHg en l'absence d'autre facteur de risque ou de complications, et à 140⁄80 mmHg chez les patients diabétiques et/ou après accident vasculaire cérébral. Le concept de pré-hypertension est inutile aux soins.
Une hypertension est dite « résistante » si elle reste élevée malgré l'administration concomitante de trois médicaments anti-hypertenseurs dont un diurétique de type thiazidique. Elle concernerait de 20 à 30 % des HTA.

## Épidémiologie
Les statistiques exhaustives sont difficiles à produire, car elles concernent essentiellement des patients traités, mais on parle parfois d'une épidémie à propos de l'augmentation du nombre de personnes victimes d'hypertension, probablement due à notre alimentation, à des modes de vie plus sédentaires, et à une exposition (de court terme, et/ou chronique) à un air pollué (notamment dans les villes et dans les zones de forte pollution de l'air).

### Dans le monde
En 2000, on estime à environ 26,4 % la proportion d'hypertendus (26,6 % des hommes et 26,1 % des femmes) et 29,2 % devraient être atteintes d'ici 2025 (29 % des hommes et 29,5 % des femmes). Parmi les 972 millions d'adultes hypertendus, 333 millions, soit 34,3 %, proviennent des pays « développés », et 639 millions, soit 65,7 %, sont issus des pays « en développement ». Le nombre d'adultes hypertendus d'ici 2025 pourrait augmenter de 60 % et atteindre 1,56 milliard.
L'hypertension artérielle serait responsable d'un peu moins de 8 millions de décès par an dans le monde et près de 100 millions de jours d'invalidité. Elle serait la cause de près de la moitié des accidents vasculaires cérébraux et des accidents cardiaques.

### En France
Une enquête nationale menée au début des années 2000 fait apparaître que l'hypertension artérielle concernerait 10 à 15 % de la population française (8 millions de personnes traités pour un coût de 3 milliards d'euros, probablement 14 millions de malades). Le chiffre a tendance à croître, passant de 8,6 à 10,5 millions de personnes traitées entre 2000 et 2006, posant ainsi un problème de santé publique. La prise en charge a coûté près de 2,3 milliards d'euros en 2006, rien que pour les médicaments antihypertenseurs. Le coût double si on tient compte des autres traitements donnés pour réduire les facteurs de risque. Il correspond dans ce cas à environ 420 € par an et par patient traité. Les données 2020 font apparaître que l'HTA touche près de 30 % de la population française et près d'une personne sur deux entre 30 et 70 ans. Environ 11 millions de Français prennent un traitement antihypertenseur. 

### Au Canada
En 2006-2007, 22,7 % des adultes de plus de 20 ans souffraient d'hypertension artérielle diagnostiquée. La proportion de personnes âgées de 60 ans et plus qui prennent des médicaments antihypertenseurs s'établit à 46 % pour les femmes et 38 % pour les hommes. Plus de 4 millions d'ordonnances d'antihypertenseurs sont émises mensuellement. Les coûts associés à l'hypertension, consistant en consultations médicales, médicaments et analyses de laboratoire, se sont élevés à 2,3 milliards de $ CAN en 2003.

## Techniques de mesure
La mesure de la pression artérielle se fait à l'aide d'un tensiomètre manuel (au stéthoscope) ou automatique. Elle doit être faite au repos, en position assise ou allongée. Elle doit être répétée du fait de la variabilité tensionnelle et doit être faite au moins une fois aux deux bras pour vérifier l'absence d'asymétrie tensionnelle.
Elle est mesurée au bras mais les tensiomètres automatiques sont de plus en plus conçus pour une mesure au poignet (simplicité de mise en place). Elle peut être faite également si besoin au niveau d'une jambe (mollet). La taille du brassard doit être adaptée avec celle du bras (brassard large pour les personnes obèses à gros bras).
Elle peut être faite au cabinet du médecin, ou au domicile du patient. Les systèmes d'automesures automatisée (tensiomètre électronique) permettent que les mesures soient faites par le patient lui-même à son domicile.
Le MAPA est un système permettant une prise de pression artérielle répétée et son enregistrement sur 24 h.
Toutes les prises de tension s'accompagnent de la mesure de la fréquence cardiaque, faite de manière automatique par les systèmes électroniques.

## Causes
Dans 95 % des cas, l'hypertension artérielle est dite essentielle : aucune cause précise ne peut être retrouvée dans ce cas mais il est admis qu'elle trouve sa source « dans des facteurs génétiques héréditaires et des éléments liés au mode de vie » tels qu'une consommation élevée de sel et/ou d'alcool, une propension à la sédentarité, une surcharge pondérale.
Dans 5 % des cas, l'hypertension artérielle est secondaire : plusieurs causes peuvent être à l'origine d'une hypertension, certaines étant curables de façon définitive (consommation de réglisse ou d'alcool excessive, consommation de cocaïne, contraception orale oestroprogestative, prise au long cours de certains médicaments, notamment).
Après la découverte d'une hypertension artérielle, un bilan est recommandé dans le but de détecter une éventuelle cause secondaire, particulièrement chez les personnes jeunes et plus encore chez les femmes, l'HTA présentant des risques importants en cas de grossesse. 
Si aucune cause secondaire n'est découverte, une reprise de l'enquête étiologique est effectuée si l'hypertension persiste malgré la prise de trois antihypertenseurs dont un diurétique.

### Hypertension artérielle essentielle
L'élévation de la pression artérielle systolique au cours du vieillissement s'explique par la diminution de la compliance des parois artérielles (rigidification des parois), avec augmentation du rapport collagène/élastine et fragmentation de l'élastine d'autant plus importante qu'il existe une athérosclérose associée. L'élastine confère aux parois artérielles leur élasticité qui a pour principale propriété de diminuer le travail du cœur. Pour que le débit sanguin périphérique reste identique le cœur augmente progressivement la force de ses contractions avec l'âge.

#### Facteurs de risque
Dans la grande majorité des cas, le mécanisme précis de l'HTA reste inconnu. On peut cependant déterminer un certain nombre de circonstances associées statistiquement à l'HTA. C'est ce qu'on appelle un facteur de risque. Ce terme implique que le lien de causalité n'est pas systématique (risque statistiquement établi). La coexistence fréquente de plusieurs de ces facteurs chez le même patient, en fait une maladie multifactorielle.

##### Non modifiables

###### Âge
Chez les personnes qui ont une alimentation de type occidental, la pression artérielle augmente avec l'âge,. Cette augmentation est continue pour la systolique, alors que la diastolique s'abaisse après la soixantaine, probablement par un mécanisme de rigidification des artères. Ainsi, moins de 2 % des sujets de moins de 20 ans sont hypertendus, alors qu'ils sont plus de 40 % après 60 ans.

###### Sexe
Avant la ménopause, les hormones féminines représentent un facteur protecteur face au risque cardiovasculaire. Après la ménopause, la courbe du risque cardiovasculaire des femmes rejoint progressivement celle des hommes de même âge et de même corpulence.

###### Hérédité
Il existe un déterminisme génétique de l'hypertension artérielle essentielle, dont la nature composite a été mise en évidence. Dans certains cas très rares, l'HTA peut être secondaire à une maladie héréditaire transmissible qui touche plusieurs générations comme la polykystose rénale, la maladie de Liddle ou le syndrome de Conn.

##### Modifiables

###### Alimentation
Excès d'apport en sel
Le facteur le plus étudié a été la consommation de sel alimentaire (NaCl) dont l'importance pourrait, sinon déclencher, du moins entretenir une HTA. L'excès de sel serait responsable de 25 000 décès par an en France (75 000 accidents cardiovasculaires). L'ion sodium (Na+) jouerait un rôle essentiel dans la sensibilité au sel des hypertendus.
Le rapport sodium/potassium pourrait constituer un facteur déterminant. En tout cas la réduction de la consommation de chlorure de sodium (de 30 à 35 % sur 30 ans) en Finlande semble bien un facteur majeur de la baisse de plus de 1 point de la pression artérielle moyenne de la population, et par là de la chute de plus de 75 % de la mortalité cardiovasculaire chez les personnes de moins de 65 ans, et de l'augmentation de l'espérance de vie de 6 à 7 ans[réf. nécessaire]. D'autres auteurs attribuent un rôle tout aussi important à l'ion chlore (Cl-) ou même, dans certaines formes d'hypertension, à l'ion calcium (Ca++).
La manière dont le sel agit sur l'hypertension est restée longtemps incomprise. Il existe un lien entre consommation de sel et dysfonctionnement des systèmes de régulation dermique de l'eau et de la pression artérielle.
L'excès de sel est stocké dans l'interstitium cutané (tissu situé entre les cellules dans la peau), dans un processus contrôlé par certains globules blancs (macrophages). Dans les macrophages concernés, des « commutateurs génétiques » particuliers existent. Ces commutateurs sont des protéines régulant la transcription d'un gène et contrôlant ainsi le niveau d'expression d'une autre protéine. Ils sont dits « TonEBP » (tonicity-responsible enhancer binding protein) et s'avèrent activés par l'augmentation du taux de sel dans l'organisme. Ils « réveillent » alors un gène (VEGF-C- vascular endothelial growth factor C) régulant la formation de vaisseaux lymphatiques. Ce faisant ils affectent le système lymphatique qui est impliqué dans la défense immunitaire, le système hormonal, le transport de liquides et la circulation sanguine. Si le système lymphatique ne suffit pas à évacuer le sel, ce dernier est accumulé dans l’interstitium où il déséquilibre les échanges osmotiques et cellulaires d'ions sodium et potassium, entre l'intérieur et l'extérieur des cellules. Les cellules contiennent alors un excès d'ions sodium et dysfonctionnent en augmentant la pression sanguine. Ceci explique l'augmentation de la densité et de l'hyperplasie du réseau lymphatique qui accompagne l'excès de sel alimentaire.
Une diminution du nombre des macrophages ou la désactivation du récepteur du gène VEGF induisent une moindre mobilisation du sel stocké dans la peau et induit aussi une hypertension.
Autres
- La consommation chronique d'alcool entraîne un accroissement du niveau tensionnel. Les grands buveurs (alcooliques) ont une élévation de la pression systolique de plus de 10 mmHg, en moyenne, par rapport aux non-buveurs.
- La consommation d'acides gras poly-insaturés a une relation inverse avec le niveau tensionnel.
- La consommation de café s'accompagne d'une augmentation de la tension mais l'effet est minime du fait du développement d'une tolérance à la caféine.
- La consommation excessive de réglisse (voir intoxication par la glycyrrhizine plus bas).
- L'extrait de Stevia est un antihypertenseur classé en tant que complément alimentaire[24].

###### Poids
Il existe une forte corrélation entre l'indice de masse corporelle (indice de surcharge pondérale, rapportant le poids à la taille) et le niveau tensionnel. [réf. nécessaire]
À l'opposé, un régime hypocalorique chez un obèse hypertendu s'accompagne d'une baisse de la tension.

###### Stress
Il y a de nombreuses preuves qui relient le stress à l'hypertension et aux maladies cardiovasculaires,.

###### Diabète
Les sujets diabétiques de type 2 ont, en moyenne, une tension artérielle plus élevée que dans le reste de la population.

###### Effort physique et sédentarité
L'augmentation des chiffres tensionnels à l'effort constitue une réaction physiologique aiguë tout à fait normale.
A contrario, l'effet chronique d'un entraînement physique adapté s'accompagne généralement d'un abaissement de la pression artérielle au repos. Une pression artérielle plus basse chez le sujet entraîné par rapport au sujet sédentaire est généralement constatée.

###### Qualité de l'air
L'exposition aux particules en suspension, dans le cadre de la campagne pollution de l'air intérieur, tout particulièrement pour des personnes âgées, et à court comme à moyen ou long terme, augmente significativement le risque d'hypertension. Des expériences de filtration d'air intérieur (PM10 et PM2.5) par filtre HEPA ont montré que chez des personnes âgées cardiaques vivant dans une grande ville typique des États-Unis, une amélioration significative de la tension est constatée rien qu'après 3 jours de filtration de leur air intérieur.

###### Autres facteurs
Les troubles du sommeil : les sujets ronfleurs sont deux fois plus souvent hypertendus que les non-ronfleurs. Le syndrome d'apnées du sommeil est souvent associé à l'hypertension artérielle mais les rapports entre les deux pathologies sont imparfaitement élucidées. Il ressort cependant que des apnées du sommeil très fréquentes peuvent entraîner une augmentation de la pression artérielle, les microréveils s'accompagnant d'une stimulation importante du système nerveux.

### Hypertension artérielle secondaire

#### Origine rénale
- Sténose de l'artère rénale, par athérome ou fibrose : il s'ensuit une hypoperfusion du parenchyme rénal du côté atteint, avec, pour conséquence, une augmentation d'activité du système rénine – angiotensine – aldostérone, provoquant une rétention d'eau et de sel ainsi qu'une vasoconstriction des artères.
- Insuffisance rénale chronique, secondaire à une polykystose rénale, une glomérulonéphrite, etc.

#### Origine surrénalienne
- Le phéochromocytome. Il s'agit d'une tumeur sécrétant en excès des catécholamines. Ces substances augmentent la fréquence cardiaque, la force de contraction du cœur et entraînent une vasoconstriction des artères, ces trois éléments provoquant une hausse des chiffres tensionnels. La tumeur, le plus souvent surrénalienne, peut cependant avoir d'autres localisations. Les symptômes associent, aux poussées tensionnelles, des maux de tête, des sueurs et des palpitations. Le diagnostic est possible par le dosage biologique des dérivés des catécholamines, notamment l'acide vanillylmandélique, dans le sang ou dans les urines. Le scanner surrénalien ou la scintigraphie permettent de situer la tumeur (diagnostic topographique).
- Le syndrome de Cushing (par tumeur ou par hyperplasie bilatérale des surrénales) entraîne une sécrétion importante de cortisol ou de ses dérivées. Les signes sont en général évocateurs : érythrose (rougeur) du visage, etc.
- Le syndrome de Conn entraîne une sécrétion de l'aldostérone en excès, provoquant une rétention d'eau consécutive à une rétention de sodium, et une fuite de potassium. L'élément orientant le diagnostic est la constatation d'une hypokaliémie (baisse du taux de potassium dans le sang). Cet hyperaldostéronisme, dosable dans le sang et dans les urines, est dit primaire car il n'est pas dû à l'augmentation de la rénine (taux normal ou bas de cette dernière dans le sang). Il s'oppose aux hyperaldostéronismes secondaires (aldostérone et rénine élevées) comme on le voit en cas de sténose d'une artère rénale.

#### Coarctation aortique
Le rétrécissement congénital (de naissance) de la jonction entre aorte horizontale et aorte descendante (isthme aortique) entraîne :
- une augmentation de la pression artérielle en amont du rétrécissement, en particulier au niveau des deux bras ;
- une diminution de la pression artérielle en aval, se manifestant par des pouls fémoraux difficilement ou non perceptibles.

Ce diagnostic est à évoquer systématiquement devant toute hypertension de l'enfant.

#### Hypertension artérielle gravidique
L'hypertension artérielle, apparaissant chez une femme enceinte est appelée hypertension artérielle gravidique. Le mécanisme précis n'est pas élucidé mais fait appel à des phénomènes hormonaux et probablement immuno-allergique.
Une hypertension artérielle gravidique doit être diagnostiquée le plus tôt possible pour être traitée efficacement. Elle apparaît habituellement après la 20e semaine de grossesse. Elle est due à une insuffisance placentaire.

#### Origines toxiques
- La glycyrrhizine ou licorice provient de la racine de la réglisse. Elle agit sur l'inhibition d'une enzyme, la 11β-hydroxystéroïde deshydrogénase 2, normalement présente au niveau de certaines cellules du rein pour métaboliser le cortisol en cortisone afin de laisser l'aldostérone réguler la réabsorption de sodium sur son récepteur (le récepteur des minéralocorticoïdes). En inactivant l'action de la 11β-hydroxystéroïde déshydrogénase (type 2), la licorice permet l'activation permanente du récepteur de l'aldostérone par le cortisol, et ainsi une réabsorption non régulée de sodium. L'excès de licorice reproduit le tableau d'un adénome de Conn. L'intoxication est secondaire à la consommation abondante (supérieure à un gramme par jour de glycyrrhizine) de boissons à base de réglisse (pour la plupart des pastis sans alcool) ou de produits solides (bâtons de réglisse, etc.).
- Un saturnisme discret peut être cause d'hypertension. Il y a corrélation entre le risque d'hypertension et la teneur en plomb de la rotule, mesurée in situ par fluorescence X[29].

#### Autres causes
- Endocriniennes : hyperthyroïdie, hypothyroïdie, acromégalie, hyperparathyroïdie et les causes surrénaliennes déjà citées ci-dessus.
- Médicamenteuses : corticothérapie et hormones.
- Une tumeur cérébrale ou un accident vasculaire cérébral.

## Symptomatologie clinique
De nombreux hypertendus ne présentent aucun symptôme et l'hypertension est alors une découverte d'examen systématique ou de consultation motivée par autre chose.
Dans certains cas, des symptômes peuvent traduire la répercussion de l'élévation de la tension sur l'organisme. Bien que non spécifiques, les principaux symptômes pouvant être rencontrés lors d'une hypertension sont :
- des céphalées (maux de tête) : elles sont surtout caractéristiques d'une hypertension grave. Elles sont classiquement présentes dès le matin, dans la région occipitale (nuque et au-dessus) ;
- des acouphènes (sifflements auditifs), des phosphènes (perception de points lumineux) ;
- des vertiges ;
- des palpitations (sensation d'augmentation de la fréquence cardiaque) ;
- une asthénie (sensation de fatigue) ;
- une dyspnée (difficultés à respirer) ;
- une épistaxis (saignements de nez) ;
- une hématurie (présence de sang dans les urines).

Des signes peuvent être caractéristiques d'une affection causale (syndrome de Cushing, phéochromocytome, etc.), par exemple : céphalées (maux de tête), sueurs, palpitations dans le phéochromocytome.
Dans d'autres cas, les symptômes rencontrés sont la conséquence d'une complication.

## Complications
Si l'hypertension artérielle n'est pas maîtrisée par un traitement, des complications peuvent survenir. Il est important de préciser que l'hypertension elle-même n'est pas une maladie : elle n'est qu'un facteur favorisant. En d'autres termes, son existence n'est ni nécessaire ni suffisante pour voir les maladies se développer chez l'individu.
À l'échelle d'une population, l'hypertension est un enjeu de santé publique majeur. À l'échelle d'un individu, elle n'a qu'une valeur prédictive assez faible sur le développement de problèmes vasculaires.
Elles peuvent être :
- la conséquence « mécanique » de la pression artérielle augmentée sur les vaisseaux (rupture de ces derniers avec hémorragies) ;
- la conséquence « mécanique » sur la pompe cardiaque travaillant à hautes pressions pendant longtemps ;
- la conséquence de la participation à la formation ou à la croissance de l'athérome, obstruant plus ou moins progressivement les artères.

Elles sont surtout cardiaques, neurologiques et rénales.

### Complications cardiaques
Le surcroît de travail imposé au cœur du fait de l'augmentation de la pression artérielle entraîne une hypertrophie (augmentation du volume) ventriculaire gauche très précocement, pouvant être détectée par l'électrocardiographie (ECG) ou l'échographie cardiaque. Cette hypertrophie peut régresser sous un traitement antihypertenseur.
Plus tardivement, les cavités cardiaques se dilatent et la fonction contractile du myocarde (muscle cardiaque) se détériore, faisant apparaître alors les signes d'insuffisance cardiaque.
Par ailleurs, l'atteinte athéroscléreuse des coronaires ainsi que les besoins accrus en oxygène d'un cœur hypertrophié expliquent la survenue fréquente d'une insuffisance coronaire chez les hypertendus.
L'HTA facilite la formation de plaque d'athérome, qui lorsqu'elle est rompue forme un thrombus (caillot) qui peut venir se loger au niveau d'un coronaire. Le coronaire va alors être bouché et la zone cardiaque normalement irriguée par celui-ci va petit à petit nécroser : c'est l'infarctus du myocarde.

### Complications neurologiques
Des modifications rétiniennes peuvent être observées au fond d'œil, ce qui permet de suivre l'atteinte vasculaire liée à l'hypertension : spasmes, rétrécissement des artérioles, apparition d'exsudats ou d'hémorragies, d'œdème papillaire, etc.
Une atteinte du système nerveux central est fréquente. Elle se manifeste en particulier par la survenue possible :
- d'un accident vasculaire cérébral hémorragique, par rupture d'un vaisseau cérébral, ou ischémique par obstruction d'une artère par de l'athérome ou par un thrombus (conséquence de la rupture d'une plaque d'athérome). Selon l'OMS, un hypertendu a 2 à 3 fois plus de chances d'avoir un AVC ;
- d'une encéphalopathie hypertensive (hypertension sévère, troubles de conscience, rétinopathie avec œdème papillaire, crises convulsives), en cas d'HTA à chiffres très élevés ;
- d'une démence artériopathique, par atteinte diffuse des artères cérébrales par de l'athérome.

### Complications rénales
Au niveau des reins, l'hypertension artérielle est responsable d'une néphro-angiosclérose et favorise la survenue d'une insuffisance rénale .
L'altération de la fonction rénale est souvent très précoce et modérée, mais est susceptible de s'aggraver progressivement.
Selon l'OMS, ce risque serait multiplié entre 2 et 10 fois chez l'hypertendu[réf. nécessaire]

### Autres complications
- Accidents gravidiques (c'est-à-dire chez la femme enceinte). L'HTA favorise les accidents gravidiques : éclampsie, mortalité périnatale, etc.
- Complications vasculaires diverses : anévrismes, dissection aortique, artériopathie des membres inférieurs.
- Hypertension artérielle maligne : devenue rare aujourd'hui du fait des possibilités de traitement, l'HTA maligne se caractérise par une tension artérielle très élevée avec troubles rénaux, neurologiques (encéphalopathie hypertensive, altérations importantes du fond d'œil) et cardiaques (insuffisance ventriculaire gauche avec œdème aigu du poumon).

## Traitement de l'hypertension artérielle
Dans les rares cas où une cause est trouvée, le traitement de cette dernière peut entraîner parfois la guérison de l'HTA (en retirant chirurgicalement un adénome de Conn par exemple).
Le traitement repose sur la compréhension des mécanismes physiopathologiques de régulation de la tension artérielle.
Le traitement de l'hypertension artérielle vise à la normalisation des chiffres tensionnels, afin d'en prévenir les complications. Cette prévention, par certains médicaments, et sur des critères de morbimortalité, a été prouvée par des essais pour des seuils de 160⁄95 mmHg (140⁄80 mmHg chez les diabétiques ou après un AVC). Il n'existe pas d'éléments de justification de traitements pour des seuils plus bas. Les recommandations américaines visent une HTA inférieure à 130/80.
Dans tous les cas, le dépistage et la prise en charge des autres facteurs de risque cardiovasculaire sont indispensables.
Plusieurs moyens sont disponibles.

### Règles hygiéno-diététiques
Les règles relatives à l'hygiène de vie et aux habitudes alimentaires peuvent parfois suffire à normaliser la tension artérielle et doivent toujours être proposées :
- pratique d'activité physique[31],[32] : une activité physique aérobique régulière (au moins 30 minutes environ 3 fois par semaine[33]) ;
- changement des pratiques hygiéno-diététique et perte de poids, en cas de surcharge pondérale[34], afin de maintenir l'IMC (indice de masse corporelle) en dessous de 25 kg m−2, ou à défaut, afin d'obtenir une baisse de 10 % du poids initial[35] ;
- le cas échéant, suppression de la réglisse ;
- diminution de la consommation de sel[36], si possible moins de 6 g/jour[33][réf. incomplète], éviter la salière sur la table, les salaisons, les plats cuisinés ;
- limiter la consommation d'alcool à moins de 10 verres par semaine[33] ;
- augmenter la consommation de fibres alimentaires, en particulier avec une alimentation riche en légumes et en fruits, et diminuer celle des graisses[37], en particulier les acides gras saturés ; le régime végétarien permet de réduire la pression artérielle de 4,8 mmHg en moyenne[38];
- le régime DASH peut être adopté[39], comparé à 11 autres plans nutritionnels, il est le plus efficace[40] ;
- augmenter la consommation de potassium (à condition d'avoir une fonction rénale normale)[41] ;
- lutte contre les facteurs de risque associés (tabac, cholestérol, diabète, sédentarité) ;
- EIAS : réévaluer les autres médicaments et utiliser une pilule faiblement dosée en œstrogènes[réf. nécessaire] ou un autre mode de contraception ;
- chez les neurotoniques, éviter le thé, le café ; associer éventuellement la relaxation ;
- mener si possible une vie calme et régulière, en respectant les heures de sommeil.

#### Anecdotiques
- Certains produits de phytothérapie ou des compléments alimentaires comme la coenzyme Q10[42], l'ail[43], l'aubépine[44], le fenugrec[45], ou leurs extraits, pourraient donner des effets hypotensifs, et peuvent être utilisés quand la pression artérielle est inférieure au seuil de traitement médicamenteux (160⁄95 mmHg, ou 140⁄80 mmHg chez les diabétiques ou après un AVC).
- Le jeûne intermittent pourrait avoir un effet antihypertenseur[46].
- La consommation régulière de chocolat[47]ne ferait baisser que très légèrement la pression artérielle sur une courte durée limitée à quelques semaines. Le chocolat appartient aux aliments ultratransformés qui, d'une manière générale, augmentent l'apport énergétique[48], le risque cardiovasculaire[49] et la mortalité[50].
- La supplémentation en l-arginine peut être efficace pour diminuer la tension artérielle[51].
- La supplémentation en spiruline entraîne une baisse significative de la pression artérielle systolique d'environ 4 mmHg et une baisse significative de la pression artérielle diastolique d'environ 7 mmHg, en particulier chez les hypertendus[52].
- Une réduction significative de la pression artérielle a été remarquée avec le cumin noir associé à des médicaments conventionnels[53].

### Traitement médicamenteux
Le traitement médical de l'hypertension artérielle ne permet la normalisation des chiffres tensionnels que dans une faible proportion de la population (14 % des hypertendus de par le monde, 25 % aux États-Unis), en partie due à une insuffisance de la prise en charge.
Le bénéfice des traitements médicamenteux antihypertenseurs chez les patients hypertendus, sans complication cardiovasculaire, est modeste : réduction de 2 à 10 AVC / 1 000 patients traités pendant 2 à 6 ans, réduction de 2 à 5 infarctus du myocarde / 1 000 patients traités pendant 2 à 6 ans.
Chez les adultes (18-59 ans) souffrant d'hypertension légère à modérée (PAS de 140 mmHg ou plus ou une PAD de 90 mmHg ou plus), certains traitements semblent réduire légèrement la mortalité et la morbidité cardiovasculaire, principalement en réduisant les évènements cérébro-vasculaires.
Chez les adultes de plus de 60 ans ayant une pression systolique ou diastolique légèrement ou modérément élevée, la mortalité toutes causes confondues est diminuée d'environ 9 %.
Il est donné à vie. Il doit être, idéalement, simple, efficace et bien toléré. Il doit être naturellement expliqué au patient. La multiplicité des médicaments implique qu'aucun n'est parfait. Le choix est fait par le médecin en fonction du type d'hypertension, des maladies associées, de l'efficacité et de la tolérance des différents produits. Il est courant qu'il soit nécessaire d'essayer successivement plusieurs médicaments avant de trouver celui qui convient au patient traité.
En première intention (c'est-à-dire, le patient n'ayant jamais été traité), le médecin peut choisir une molécule à une dose conventionnelle (monothérapie) ou deux molécules à petites doses (son utilité est débattue), reconnues comme efficace en première intention pour l'indication HTA. L'évaluation de l'efficacité en vue d'une modification du traitement doit être évaluée au moins quatre semaines après l'instauration du traitement. Le délai peut être plus court si les chiffres tensionnels sont très élevés : une PA supérieure à 180 et 110 mmHg ou une PA de 140 à 179 et 90 à 109 mmHg avec un risque cardiovasculaire élevé.
En cas d'inefficacité (ou d'efficacité insuffisante), on peut, soit poursuivre une monothérapie avec une autre classe de médicaments, soit faire une bithérapie à pleine dose. Il faut noter cependant que la première cause d'inefficacité reste la prise irrégulière ou l'absence de prise du médicament prescrit (mauvaise observance).
Si l'HTA est sévère, on peut être amené à associer trois, voire plus, classes de molécules différentes. L'inefficacité d'un traitement comportant trois médicaments de trois classes différentes définit l'« hypertension artérielle résistante ».
Les principales classes d'antihypertenseurs sont les diurétiques, bêta-bloquants, inhibiteurs de l'enzyme de conversion, antagonistes de l'angiotensine II, et inhibiteurs calciques.
Les thiazides à faible dose en première ligne diminuent la morbidité et la mortalité chez les patients adultes souffrant d'hypertension primaire modérée à sévère. Les inhibiteurs de l'ECA et les inhibiteurs calciques en première ligne peuvent être tout aussi efficaces, mais les données scientifique sont de moindre qualité. Les thiazides à forte dose en première intention et les bêta-bloquants en première intention sont inférieurs aux thiazides à faible dose en première intention.
- Il est recommandé la prise d'antihypertenseurs en soirée plutôt que le matin : le risque d'événement cardio-vasculaire majeur (« décès d'origine cardio-vasculaire, infarctus du myocarde, revascularisation coronaire, insuffisance cardiaque ou accident vasculaire cérébral ») diminue alors de 45 %[63],[64],[65]. Cette recommandation ne s'applique pas aux diurétiques, pour des raisons de qualité de vie.

#### Diurétiques
Les diurétiques agissent par élimination, via l'urine, d'une partie de l'eau et du sodium contenus dans le sang : ceci induit une diminution du volume sanguin et donc une baisse de la tension artérielle. Exemple de diurétiques : le furosémide et l'amiloride. Ce dernier, bien que d'efficacité moindre, prévient la perte de potassium, et est indiqué dans certains tableaux cliniques.

#### Bêta-bloquants
Les bêta-bloquants agissent principalement en réduisant l'activité des catécholamines sur le cœur et en diminuant la sécrétion de rénine. Ils sont particulièrement indiqués en cas de cardiopathie ischémique associée.
Chez l'hypertendu, il est préférable de faire appel aux molécules dites sélectives (bisoprolol, nébivolol) qui présentent moins d'effets secondaires. Les bêta-bloquants ont longtemps été considérés comme un traitement de seconde intention chez l'hypertendu. Dans les recommandations européennes de 2023, ils peuvent être donné en première intention, en association avec d'autres hypotenseurs.  
Il faut respecter les contre-indications (absolues chez l'hypertendu) : asthme, troubles sévères de la conduction, acrosyndrome (doigts bleus et douloureux au froid).

#### Inhibiteurs de l'enzyme de conversion
Les inhibiteurs de l'enzyme de conversion (IECA, IEC) combattent la stimulation du système rénine-angiotensine-aldostérone et réduisent les taux circulants d'angiotensine II et d'aldostérone. Les IEC vont donc réduire la vasoconstriction normalement induite par l'angiotensine II ainsi que la réabsorption de l'eau normalement provoquée par l'action de l'aldostérone sur le rein. Ils entrainent donc une vasodilatation ainsi qu'une diminution de la volémie. Par ailleurs, ils empêchent la dégradation de la bradykinine, substance vasodilatatrice.
Les inhibiteurs de l'enzyme de conversion sont d'autant plus efficaces que le système rénine-angiotensine-aldostérone est stimulé : de fortes chutes de pression peuvent ainsi s'observer dans certaines circonstances : déplétion sodée préalable (manque de sodium dans le sang), rétrécissement de l'artère rénale.
De bons résultats sont notamment obtenus en utilisant des doses faibles d'inhibiteurs de l'enzyme de conversion, associées à un régime hyposodé, voire à des doses faibles de diurétique (ces derniers augmentant la fuite de sodium dans les urines et stimulant ainsi le système rénine-angiotensine-aldostérone).
Les inhibiteurs de l'enzyme de conversion sont contre-indiqués en cas de grossesse et chez les patients consommant :
- des sels de potassium ;
- des immunosuppresseurs ;
- du lithium.

#### Antagonistes de l'angiotensineII
Les antagonistes des récepteurs de l'angiotensine II (ARA-II ou sartans) sont une classe thérapeutique relativement nouvelle qui suscite un grand intérêt par sa très bonne tolérance et un mécanisme d'action original (blocage direct des récepteurs de l'angiotensine II). Ils ont des effets très proches de ceux des IEC (mais sans blocage de la dégradation de la bradykinine).
Une étude américaine publiée début 2010, ayant porté sur 820 000 vétérans de l'armée suivis durant 4 ans, a montré que ces médicaments diminuaient également fortement le risque de maladie d'Alzheimer, et sa gravité ainsi que le risque de mourir (dans les 4 ans, dans le cadre de cette étude) pour ceux qui l'avaient au début de l'étude.
À la suite de la publication d'une méta-analyse montrant une légère augmentation du risque d'apparition d'un cancer chez les patients traités par un sartan, le Comité des médicaments à usage humain (CHMP) de l'Agence européenne des médicaments (EMA) a réévalué cette classe de médicaments. Au vu des données disponibles et des résultats peu convaincants de cette méta-analyse, il a estimé que la balance bénéfices/risques des ARA II restait positive.

#### Inhibiteurs calciques
Les inhibiteurs calciques réduisent le tonus des artères en diminuant les capacités vasoconstrictrices (calcium-dépendant) des fibres musculaires lisses artérielles en inhibant le transfert transmembranaire du calcium.

#### Autres antihypertenseurs
Ils sont plutôt utilisés comme traitement d'appoint.
1. Les antihypertenseurs centraux :
  1. Les alpha-stimulants centraux : ils diminuent le tonus sympathique vasoconstricteur. Leurs effets indésirables en limitent leur emploi (sécheresse de la bouche, somnolence, hypotension orthostatique, nausées, etc.).
2. Les alpha-bloquants périphériques.
3. Les vasodilatateurs.
4. Les inhibiteurs de la rénine.

Le silicium pourrait avoir des propriétés anti-hypertensive. En effet, l'élastine responsable de la compliance artérielle, très diminuée dans l'HTA, a besoin de silicum pour sa synthèse ; c'est d'ailleurs la protéine qui en contient le plus. L'administration de silicium dans un modèle expérimental de l'athérome chez le lapin par surcharge lipidique, maintient l'intégrité des fibres élastiques et en favorise même le développement. Le régime riche en cholestérol est alors toléré sans production de plaque athéromateuse.

#### Cas de l'hypertension résistante
Elle est définie par une hypertension artérielle non maitrisée malgré la prise d'au moins trois médicaments de trois classes différentes et comprenant au moins un diurétique, le tout, à des doses adaptées. La prévalence est d'environ 5 % dans la population générale mais peut monter jusqu'à 50 % dans des consultations spécialisées. D'autres données font état de chiffres bien supérieurs.
Le pronostic est alors sensiblement plus mauvais que pour une hypertension artérielle stabilisée.
Avant de porter le diagnostic d'hypertension résistante, il convient d'éliminer un « effet blouse blanche » ainsi qu'une mauvaise observance du traitement, situation très fréquente (jusqu'à 50 % des cas dans quelques études).
Le traitement en reste difficile et incertain. L'utilisation des diurétiques à doses croissantes reste essentielle mais peut être limitée par l'apparition d'une insuffisance rénale .
La dénervation sympathique rénale consiste à faire un trait circulaire de brûlure superficielle au niveau des deux artères rénales à l'aide d'un cathéter muni d'un générateur de radiofréquence. Les résultats en cas d'hypertension réfractaire semblent prometteurs.

## Recommandations de bonnes pratiques
Plusieurs sociétés savantes ont publié des « recommandations » (sortes de guides de bonnes pratique, ou « guidelines » en anglais) sur la prise en charge de l'hypertension artérielle :
- les recommandations américaines en sont à la huitième version (JNC1 datant de 1976 jusqu'au JNC8[72] publiées en 2014). Une nouvelle version est publiée en 2018, dont le principal changement est de définir l'hypertension artérielle sur une TA supérieure à 130/80 mmHg[3] ;
- la Société européenne de cardiologie a publié en 2024 ses propres recommandations[79] ;
- l'organisation mondiale de la santé a publié, en 2022, des recommandations sur la prise en charge médicamenteuse de l'HTA[54].
- en France la Haute Autorité de santé (HAS) publie des recommandations de bonne pratique, notamment pour la « prise en charge des patients adultes atteints d'hypertension artérielle essentielle »[80] ;

## Dépistage
Bien qu'il soit recommandé, il n'est pas mis en place de dépistage systématique de l'hypertension artérielle.